# Граница-контакт
Граница-контакт (контактная граница, contact boundary) — необходимое условие процесса контакта, то есть взаимодействия между субъектом и всем остальным, включая объекты внешнего мира, других субъектов и части организма или психики субъекта, воспринимаемые им в данный момент как не Я. 
 
Граница контакта — фундаментальное понятие гештальт-терапии. Взаимодействуя со средой, организм образует границу контакта. На границе контакта происходит удовлетворение потребностей личности. Устанавливая «контакт», организм удовлетворяет потребность, уступая место новой потребности.

 С точки зрения Сержа Гингера всё, что происходит с человеком, есть события, происходящие на границе-контакт, то есть граница-контакт одновременно обеспечивает обособление человека от среды и она же одновременно обеспечивает возможность взаимодействия со средой.

## Кожа как граница контакта
В работах некоторых авторов, кожа является и примером и метафорой границы контакт: она одновременно изолирует человека от внешнего мира и связывает с ним.
К примеру, известный английский психоаналитик Динора Пайнз (1918—2002, врач, психолог, член Британского психоаналитического общества, Великобритания) в своей книге «Бессознательное использование своего тела женщиной» обращает своё внимание на тот факт, что длительное заболевание кожи ребенка в раннем детстве может препятствовать контакту его кожи с телом матери. Данный факт может отрицательно сказаться на базовой нарциссической потребности ребенка получения ощущения удовольствия от контакта с кожей матери. Ф. Перлз также указывает на то, что опыт возникает на границе между организмом и его окружением, главным образом — на поверхности кожи и других органов.

## Граница контакта в гештальт-терапии
Человеческий организм является слишком сложной системой; еще более сложной системой является окружающая среда. Все естественные и социальные науки изучают отдельные элементы (структуры) организма или среды. Психология не может осуществить такого рода абстракцию, она не может иметь дело со структурой как таковой, но изучает функционирование самой контактной границы в поле организм/среда. Психологические события происходят на контактной границе. Наши мысли, действия, эмоции — это способ выражения и принятия этих событий на границе контакта. 

В гештальт-терапии постулируется, что граница контакта — первичная и единственная психологическая реальность. Self как процесс является контактной функцией организма. Как организм, так и среда участвуют в формировании границы контакта. Результатом успешного (завершенного) контактирования становится опыт, который ассимилируется и способствует росту. 

## Понятие «контакт» в работах Фредерика Перлза
Фредерик Перлз ввел понятие «контакт» в теорию гештальт-терапии уже в своей работе «Эго, голод и агрессия». Для обеспечения жизнедеятельности организму необходимо полноценное взаимодействие со средой. Не существует ни одной функции у животного, которая не включала бы в себя контакт с каким-либо внешним объектом. Для того чтобы обеспечить выживание, ему необходимо дышать, двигаться, кормить себя, прятаться, размножаться и т. д. Физиологические функции организма не могут совершаться очень долго, не испытывая потребности в ассимиляции чего-то из окружающей среды, хотя бы для того, чтобы он мог выжить и развиваться. Для получения чего-либо из окружающей среды необходимо, чтобы организм стремился к чему-то и взял бы что-то (необходимое для удовлетворения физиологических или ментальных потребностей). Фредерик Перлз писал: «Изучение функционирования человека в окружающей его среде — это изучение того, что происходит на границе-контакт между индивидуумом и окружающей его средой. Именно на этой границе-контакт происходят все психологические явления. Наши мысли, поступки, поведение, эмоции — наш способ взаимодействия с этими пограничными событиями и их проживания».

## Нельсон-Джоунс Ричард о сенсорных и моторных функциях на границе контакта
Ричард Нельсон-Джоунс — являющийся действующим членом Британского и Австралийского Психологических обществ (British and Australian Psychological Societies). В своей книге «Теория и практика консультирования». пишет: «Сенсорная система организма обеспечивает его средствами ориентации, в то время как моторная система обеспечивает организм средствами манипуляции. И ориентация, и манипуляция имеют место на границе контакта. При нормальном функционировании, когда система ориентации выполнила свою функцию, организм начинает управлять собой и окружающей средой таким образом, что состояние равновесия восстанавливается, а гештальт закрывается».